# Frankenblick
Frankenblick település Németországban, azon belül Türingiában. Lakosainak száma 5550 fő (2023. december 31.).

## Népesség
A település népességének változása:
| Lakosok száma | 5968 | 5812 | 5663 | 5617 | 5550 |
|               | 2017 | 2019 | 2021 | 2022 | 2023 |